# كورونيس (عشيقة ابولو)
في الأساطير الإغريقية، كورونيس (/ kɒˈrəʊnɪs / ؛ اليونانية: Κορωνίς،) هي أميرة بشرية  ثيساليا وعشيقة أبولو. وهي ابنة فليجياس، ملك لابيث، و كليوفيما. 
بواسطة أبولو أصبحت والدة أسكليبيوس، إله الطب اليوناني.  بينما كانت لا تزال حامل، خانت أبولو مع رجل بشري يدعى إيشيس، فقامت الإلهة أرتميس بقتل كورونيس بسبب عدم ولائها لأبولو. و عندما كانت النيران تلتهم جثة كورونيس في جنازتها، أنقذ أبولو طفلهما الذي لم يولد بعد بإجراء عملية قيصرية.

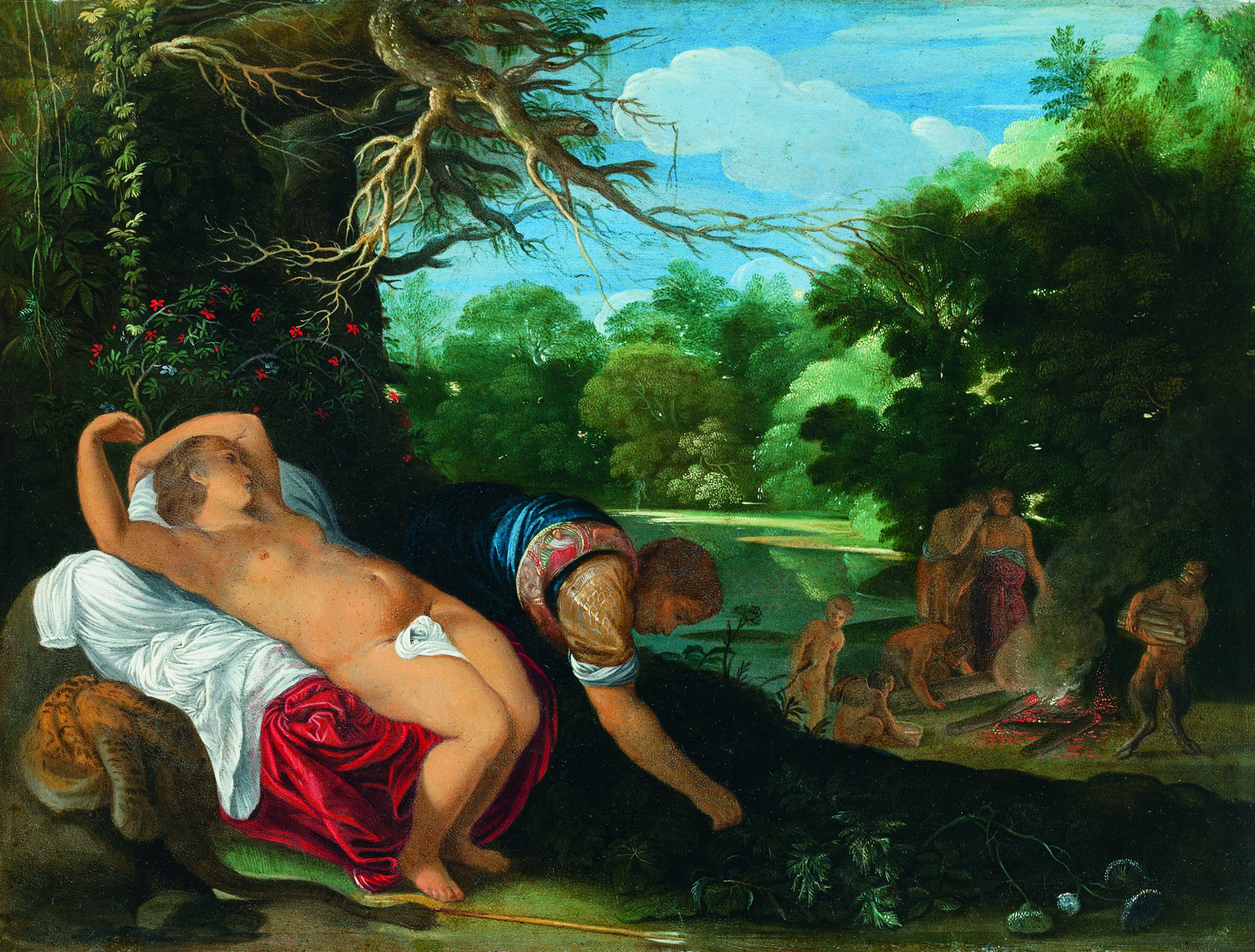
أبولو وكورونيس للفنان الألماني يوهان كونيغ